# Тору (Вила-Нова-де-Пайва)
Тору (порт. Touro) — населённый пункт и район в Португалии, входит в округ Визеу. Является составной частью муниципалитета Вила-Нова-де-Пайва. Находится в составе крупной городской агломерации Большое Визеу. По старому административному делению входил в провинцию Бейра-Алта. Входит в экономико-статистический субрегион Дан-Лафойнш, который входит в Центральный регион.

## Население
Население составляет 1247 человек на 2001 год. Занимает площадь 47,75 км².